# On the Ride
On the Ride è un DVD che documenta un'esibizione dal vivo del duo pop Aly & AJ, registrato a Los Angeles nel 2005, e pubblicato nel 2006 per fare da supporto alla promozione dell'album Into the Rush. Il DVD è scritto, prodotto e diretto da Alyson Michalka.

## Tracce
1. Rush
2. Do You Believe in Magic
3. On the Ride
4. Collapsed
5. No One
6. Something More
7. Sticks & Stones
8. Bonus Material